# 腰巻地蔵
腰巻地蔵（こしまきじぞう）は、石川県志賀町にある福浦灯台の近くに置かれた地蔵。志賀町の北前船構成文化財の北前船関係資料群の1つ。日本遺産に指定。

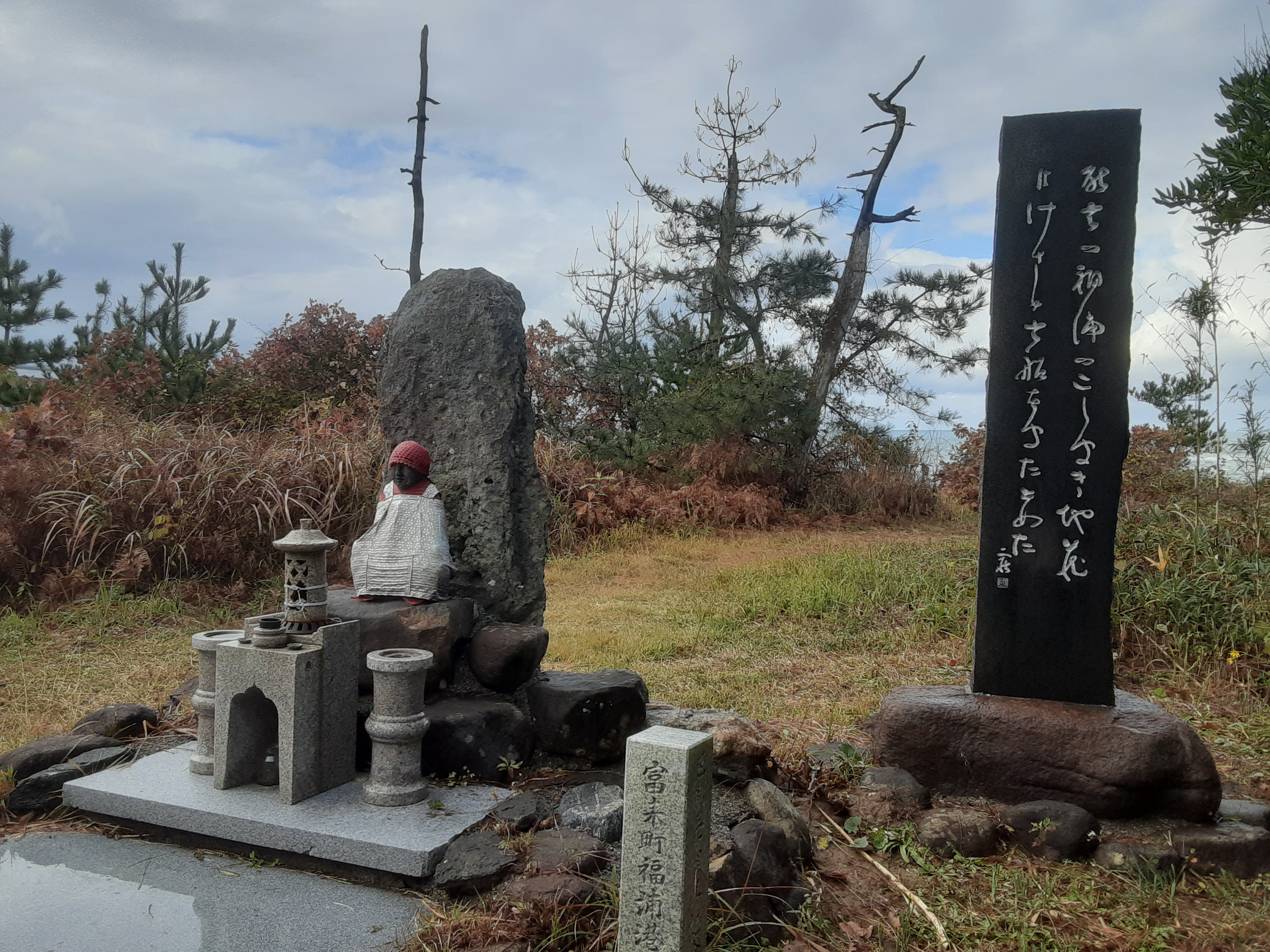
腰巻地蔵（左）と野口雨情の歌碑（右）　腰巻地蔵は風化が激しく、地蔵との識別が困難であり、手前に石地蔵が安置されている。

福浦港は北前船の寄港地であったが、多くの寄港地には明治中期まで遊郭が繁盛した。「地蔵に腰巻を被せると海が荒れる」という俗信により、港を見下ろす位置にある石地蔵に遊女が自分の腰巻を打ちかけた話が伝わる。
1934年に福浦を訪れた野口雨情はこの言われを伝え聞き、「能登の福浦 腰巻地蔵は けさも船出をまたとめた」の俗謡をよみ、福浦祭りの祭り歌でもこの歌詞が歌われている。